# Achilles '29 in het seizoen 2015/16
In het seizoen 2015/16 komt Achilles '29 voor het derde jaar op rij uit in de Eerste Divisie nadat het de twee vorige jaren in het kader van een pilot samen met de beloftenelftallen van AFC Ajax, PSV en FC Twente de Jupiler League versterkte na verschillende faillissementen. Hierin kon het niet degraderen, promoveren of meedoen in de play-offs voor promotie. In het vorige seizoen eindigde Achilles op de achttiende plaats en hield het Fortuna Sittard en RKC Waalwijk onder zich.
Dit seizoen is het elfde seizoen onder Eric Meijers, die na een periode van drie seizoenen terugkeerde op De Heikant. Hij volgde François Gesthuizen op, die Achilles '29 twee jaar onder zijn hoede had. Meijers kwam over van JVC Cuijk nadat hij daarvoor de Groesbekers na tien jaar had verlaten voor Helmond Sport. Dennis Krijgsman werd toegevoegd aan de technische staf als assistent-trainer en hoofdtrainer van het beloftenelftal, daar Frans Derks niet over de juiste papieren beschikte.
De eerste officiële wedstrijd van het seizoen zal op 7 augustus 2015 worden gespeeld tegen Jong Ajax. De laatste wedstrijd in de reguliere competitie zal worden gespeeld op 29 april 2016 tegen VVV-Venlo. In de landelijke KNVB beker zal Achilles '29 in de tweede ronde instromen, deze wedstrijd wordt op 22 september 2015 gespeeld op bezoek bij Fortuna Sittard.

## Selectie 2015/16

### Complete selectie
| Nummer          | Nationaliteit                         | Naam                | Contract tot | Geboortedatum    | Geboorteplaats | Vorige club        | Notitie    |
| --------------- | ------------------------------------- | ------------------- | ------------ | ---------------- | -------------- | ------------------ | ---------- |
| Doelverdediging |                                       |                     |              |                  |                |                    |            |
| 1               | Vlag van Nederland                    | Leon ter Wielen     | 30 juni 2016 | 31 augustus 1988 | Raalte         | PEC Zwolle         |            |
| 12              | Vlag van Nederland                    | Alex Joosten        | 30 juni 2016 | 1 december 1994  | Beek           | BVC '12            |            |
| 16              | Vlag van Nederland                    | Simon van Beers     | 30 juni 2016 | 2 juni 1994      | Tilburg        | FC Den Bosch       |            |
| Verdediging     |                                       |                     |              |                  |                |                    |            |
| 2               | Vlag van Nederland · Vlag van Curaçao | Mischa Boelens      | 30 juni 2016 | 23 februari 1995 | ?              | Jong De Graafschap | [2]        |
| 3               | Vlag van Nederland                    | Barry Beijer        | 30 juni 2016 | 6 december 1989  | Zevenaar       | De Treffers        |            |
| 4               | Vlag van Nederland · Vlag van Turkije | Mehmet Dingil       | 30 juni 2017 | 28 november 1989 | Veghel         | JVC Cuijk          |            |
| 5               | Vlag van Nederland                    | Kenny Elders        | 30 juni 2016 | 1 februari 1995  | Boxmeer        | N.E.C.             |            |
| 20              | Vlag van Nederland                    | Nicky van de Groes  | 30 juni 2016 | 20 november 1985 | Heumen         | Sportclub N.E.C.   |            |
| 21              | Vlag van Nederland                    | Migiel Zeller       | 30 juni 2017 | 18 april 1993    | Nijmegen       | SV Juliana '31     |            |
| 23              | Vlag van Nederland                    | Jordi van Kerkhof   | -            | 10 juni 1996     | Beuningen      | Jong Achilles '29  | [2]        |
| 38              | Vlag van Nederland                    | Daniel Ramezani     | -            | 20 mei 1996      | Beuningen      | Jong Achilles '29  | [2]        |
| Middenveld      |                                       |                     |              |                  |                |                    |            |
| 6               | Vlag van Nederland                    | Eef van Riel        | 30 juni 2016 | 24 december 1991 | Gendt          | De Treffers        |            |
| 7               | Vlag van Nederland                    | Daan Paau           | 30 juni 2016 | 11 november 1985 | Heumen         | SV AWC             |            |
| 8               | Vlag van Nederland · Vlag van Turkije | Kürşad Sürmeli      | 30 juni 2017 | 14 augustus 1995 | Nijmegen       | Sportclub N.E.C.   |            |
| 11              | Vlag van Nederland                    | Hielke Penterman    | 30 juni 2016 | 5 januari 1986   | Tubbergen      | HHC Hardenberg     |            |
| 13              | Vlag van Nederland                    | Jop van Steen       | 30 juni 2016 | 21 december 1984 | Nijmegen       | RKHVV              |            |
| 14              | Vlag van Nederland                    | Joey Dekkers        | 30 juni 2016 | 3 oktober 1989   | Tegelen        | EVV                |            |
| 15              | Vlag van Nederland                    | Omid Popalzay       | -            | 25 januari 1996  | Kabul          | Jong NEC/FC Oss    |            |
| 18              | Vlag van Nederland                    | Boy van de Beek     | 30 juni 2016 | 13 november 1993 | Nijmegen       | VV Alverna         |            |
| 22              | Vlag van Nederland                    | Levi Raja Boean     | 30 juni 2016 | 12 april 1993    | Nijmegen       | N.E.C./FC Oss      |            |
| 23              | Vlag van Nederland                    | Daniël van Straaten | 30 juni 2016 | 25 juli 1985     | Nijmegen       | SV Juliana '31     |            |
| 29              | Vlag van Nederland                    | Ruben de Bruin      | 30 juni 2016 | 3 augustus 1994  | Groesbeek      | Achilles '29 2     | [J]        |
| Aanval          |                                       |                     |              |                  |                |                    |            |
| 9               | Vlag van Nederland                    | Brian Boogers       | 30 juni 2016 | 3 augustus 1991  | Veldhoven      | VV UNA             |            |
| 10              | Vlag van Nederland                    | Thijs Hendriks      | 30 juni 2017 | 5 februari 1985  | Malden         | N.E.C.             | Aanvoerder |
| 17              | Vlag van Nederland                    | Freek Thoone        | 30 juni 2017 | 29 juni 1985     | Leunen         | SV Venray          | +          |
| 19              | Vlag van Nederland                    | Sem Witteveen       | -            | 15 mei 1996      | Amsterdam      | FC Utrecht         |            |
| 24              | Vlag van Nederland                    | Robin Deckers       | -            | 12 april 1995    | Kleve          | BV Sturm Wissel    |            |

[J] - Is afkomstig uit de jeugdafdeling van Achilles '29
[2] - Is eigenlijk onderdeel van Jong Achilles '29
 - Is de aanvoerder
 + - Is de vice-aanvoerder

## Transfers
| Rugnr. | Naam              | Nation.            | Positie      | Afkomstig van     |
| ------ | ----------------- | ------------------ | ------------ | ----------------- |
| 2      | 0Lars van Roon    | Vlag van Nederland | Verdediger   | 0 De Graafschap   |
| 3      | 0Barry Beijer     | Vlag van Nederland | Verdediger   | 0 De Treffers     |
| 5      | 0Kenny Elders     | Vlag van Nederland | Verdediger   | 0 VV UNA          |
| 6      | 0Eef van Riel     | Vlag van Nederland | Middenvelder | 0 De Treffers     |
| 9      | 0Brian Boogers    | Vlag van Nederland | Aanvaller    | 0 VV UNA          |
| 11     | 0Hielke Penterman | Vlag van Nederland | Middenvelder | 0 HHC Hardenberg  |
| 12     | 0Alex Joosten     | Vlag van Nederland | Doelman      | 0 BVC '12         |
| 14     | 0Joey Dekkers     | Vlag van Nederland | Middenvelder | 0 EVV             |
| 18     | 0Boy van de Beek  | Vlag van Nederland | Middenvelder | 0 VV Alverna      |
| 19     | 0Sem Witteveen    | Vlag van Nederland | Aanvaller    | 0 FC Utrecht      |
| 24     | 0Robin Deckers    | Vlag van Duitsland | Aanvaller    | 0 BV Sturm Wissel |

| Rugnr. | Naam                 | Nation.                                   | Positie      | Vertrekkend naar |
| ------ | -------------------- | ----------------------------------------- | ------------ | ---------------- |
| 2      | 0Steven Edwards      | Vlag van Nederland                        | Verdediger   | 0 Helmond Sport  |
| 2      | 0Lars van Roon       | Vlag van Nederland                        | Verdediger   | 0 Gestopt        |
| 3      | 0Tim Sanders         | Vlag van Nederland                        | Verdediger   | 0 SV Spakenburg  |
| 5      | 0Tim Konings         | Vlag van Nederland                        | Verdediger   | 0n.n.b.          |
| 8      | 0Twan Smits          | Vlag van Nederland                        | Middenvelder | 0 De Treffers    |
| 9      | 0Frank Wiafe Danquah | Vlag van Nederland · Vlag van Ghana       | Aanvaller    | 0 FC Lienden     |
| 11     | 0Tim Verhoeven       | Vlag van Nederland                        | Verdediger   | 0 VV Trekvogels  |
| 12     | 0Richard Verwoert    | Vlag van Nederland                        | Doelman      | 0n.n.b.          |
| 14     | 0Rutger Worm         | Vlag van Nederland                        | Aanvaller    | 0 SV DFS         |
| 19     | 0Esmat Shanwary      | Vlag van Afghanistan · Vlag van Nederland | Middenvelder | 0 GVVV           |
| 19     | 0Esmat Shanwary      | Vlag van Afghanistan · Vlag van Nederland | Middenvelder | 0 GVVV           |
| -      | 0Hielke Penterman*   | Vlag van Nederland                        | Middenvelder | 0 SVZW Wierden   |

* Tijdens wintertransferperiode, overige transfers tijdens de zomerperiode.

### Technische staf
| Naam                  | Nation.            | Functie            |
| --------------------- | ------------------ | ------------------ |
| 0Eric Meijers         | Vlag van Nederland | 0Hoofdtrainer      |
| 0Dennis Krijgsman     | Vlag van Nederland | 0Assistent-trainer |
| 0Frans Derks          | Vlag van Nederland | 0Assistent-trainer |
| 0Twan Centen          | Vlag van Nederland | 0Keeperstrainer    |
| 0Willem-Jan Sonneveld | Vlag van Nederland | 0Fysiotherapeut    |
| 0Bart Potjes          | Vlag van Nederland | 0Verzorger         |
| 0Jacques Witjes       | Vlag van Nederland | 0Verzorger         |
| 0Stefan Kersten       | Vlag van Nederland | 0Teammanager       |
| 0Leon Wijers          | Vlag van Nederland | 0Elftalleider      |
| 0Arno Nillessen       | Vlag van Nederland | 0Materiaalman      |
| 0Wim Wellesen         | Vlag van Nederland | 0Materiaalman      |

## Vriendschappelijke wedstrijden
Hieronder staat een overzicht van de vriendschappelijke wedstrijden die Achilles '29 speelt in het seizoen 2015/16. De gescoorde goals worden niet meegeteld in de lijst voor topschutters.

### Voorbereiding seizoen 2015/16
|                       |                                                                |                      |                   |                                          |
| 4 juli 2015 10:00 uur | Achilles '29                                                   | 5 - 1 (3 - 0, 3 - 1) | RKSV Brakkenstein | Stadion: Sportpark De Heikant, Groesbeek |
| 4 juli 2015 10:00 uur | Witteveen 4' Sürmeli 17' Van Riel 27' Deckers 71' Popalzay 84' | Verslag              | 31' T. Boonstra   | Stadion: Sportpark De Heikant, Groesbeek |
| 4 juli 2015 10:00 uur |                                                                |                      |                   | Stadion: Sportpark De Heikant, Groesbeek |
| 4 juli 2015 10:00 uur |                                                                |                      |                   | Stadion: Sportpark De Heikant, Groesbeek |
|                       |                                                                |                      |                   |                                          |

|                       |              |               |                                |                                          |
| 7 juli 2015 19:30 uur | Achilles '29 | 0 - 3 (0 - 1) | FC Utrecht                     | Stadion: Sportpark De Heikant, Groesbeek |
| 7 juli 2015 19:30 uur |              | Verslag       | 18' Haller 57' Rubin 79' Rubin | Stadion: Sportpark De Heikant, Groesbeek |
| 7 juli 2015 19:30 uur |              |               |                                | Stadion: Sportpark De Heikant, Groesbeek |
| 7 juli 2015 19:30 uur |              |               |                                | Stadion: Sportpark De Heikant, Groesbeek |
|                       |              |               |                                |                                          |

|                        |            |               |              |                                        |
| 11 juli 2015 18:00 uur | EVV        | 1 - 1 (1 - 0) | Achilles '29 | Stadion: Sportpark In de Bandert, Echt |
| 11 juli 2015 18:00 uur | Czichi 11' | Verslag       | 66' Boogers  | Stadion: Sportpark In de Bandert, Echt |
| 11 juli 2015 18:00 uur |            |               |              | Stadion: Sportpark In de Bandert, Echt |
| 11 juli 2015 18:00 uur |            |               |              | Stadion: Sportpark In de Bandert, Echt |
|                        |            |               |              |                                        |

|                        |             |               |                 |                                    |
| 14 juli 2015 19:30 uur | SC Woezik   | 1 - 1 (1 - 0) | Achilles '29    | Stadion: Sportpark Woezik, Wijchen |
| 14 juli 2015 19:30 uur | Elemans 16' | Verslag       | 80' Van de Beek | Stadion: Sportpark Woezik, Wijchen |
| 14 juli 2015 19:30 uur |             |               |                 | Stadion: Sportpark Woezik, Wijchen |
| 14 juli 2015 19:30 uur |             |               |                 | Stadion: Sportpark Woezik, Wijchen |
|                        |             |               |                 |                                    |

|                        |              |               |                                   |                                          |
| 18 juli 2015 15:00 uur | Achilles '29 | 0 - 3 (0 - 1) | FC Twente                         | Stadion: Sportpark De Heikant, Groesbeek |
| 18 juli 2015 15:00 uur |              | Verslag       | 43' Ziyech 57' Ziyech 69' Da Cruz | Stadion: Sportpark De Heikant, Groesbeek |
| 18 juli 2015 15:00 uur |              |               |                                   | Stadion: Sportpark De Heikant, Groesbeek |
| 18 juli 2015 15:00 uur |              |               |                                   | Stadion: Sportpark De Heikant, Groesbeek |
|                        |              |               |                                   |                                          |

|                        |              |               |              |                                          |
| 21 juli 2015 18:30 uur | Achilles '29 | 0 - 1 (0 - 0) | N.E.C.       | Stadion: Sportpark De Heikant, Groesbeek |
| 21 juli 2015 18:30 uur |              | Verslag       | 51' Amaarouk | Stadion: Sportpark De Heikant, Groesbeek |
| 21 juli 2015 18:30 uur |              |               |              | Stadion: Sportpark De Heikant, Groesbeek |
| 21 juli 2015 18:30 uur |              |               |              | Stadion: Sportpark De Heikant, Groesbeek |
|                        |              |               |              |                                          |

|                        |                          |               |              |                                          |
| 25 juli 2015 16:00 uur | Achilles '29             | 2 - 1 (1 - 1) | Al-Wasl Club | Stadion: Sportpark De Heikant, Groesbeek |
| 25 juli 2015 16:00 uur | Boogers 7' Penterman 63' | Verslag       | 28' Caio     | Stadion: Sportpark De Heikant, Groesbeek |
| 25 juli 2015 16:00 uur |                          |               |              | Stadion: Sportpark De Heikant, Groesbeek |
| 25 juli 2015 16:00 uur |                          |               |              | Stadion: Sportpark De Heikant, Groesbeek |
|                        |                          |               |              |                                          |

|                        |                               |               |                               |                                                   |
| 28 juli 2015 20:00 uur | JVC Cuijk                     | 2 - 2 (0 - 1) | Achilles '29                  | Stadion: Sportpark De Groenendijkse Kampen, Cuijk |
| 28 juli 2015 20:00 uur | Latupeirissa 58' Carmelia 87' | Verslag       | 43' Boogers 53' Ritzen (e.d.) | Stadion: Sportpark De Groenendijkse Kampen, Cuijk |
| 28 juli 2015 20:00 uur |                               |               |                               | Stadion: Sportpark De Groenendijkse Kampen, Cuijk |
| 28 juli 2015 20:00 uur |                               |               |                               | Stadion: Sportpark De Groenendijkse Kampen, Cuijk |
|                        |                               |               |                               |                                                   |

|                        |                                                       |               |              |                                     |
| 31 juli 2015 19:30 uur | SC Cambuur                                            | 4 - 0 (2 - 0) | Achilles '29 | Stadion: Cambuurstadion, Leeuwarden |
| 31 juli 2015 19:30 uur | Reijnen 31' Van de Streek 35' Ogbeche 70' Barisha 72' | Verslag       |              | Stadion: Cambuurstadion, Leeuwarden |
| 31 juli 2015 19:30 uur |                                                       |               |              | Stadion: Cambuurstadion, Leeuwarden |
| 31 juli 2015 19:30 uur |                                                       |               |              | Stadion: Cambuurstadion, Leeuwarden |
|                        |                                                       |               |              |                                     |

## Eerste divisie

### Eindstand
Hieronder staat een gedeelte van de eindstand in de Jupiler League in het seizoen 2015/16.
| #   | Club             | GS | W  | G  | V  | P  | DV | DT | DS  |
| --- | ---------------- | -- | -- | -- | -- | -- | -- | -- | --- |
| 13. | 0Helmond Sport   | 36 | 11 | 9  | 16 | 42 | 52 | 59 | −7  |
| 14. | 0FC Dordrecht    | 36 | 11 | 7  | 18 | 40 | 47 | 67 | −20 |
| 15. | 0Achilles '29    | 36 | 10 | 9  | 17 | 39 | 43 | 61 | −18 |
| 16. | 0Fortuna Sittard | 36 | 11 | 3  | 19 | 39 | 41 | 74 | −33 |
| 17. | 0FC Den Bosch    | 36 | 9  | 11 | 16 | 38 | 47 | 53 | −6  |

Hieronder staat de stand en het aantal punten van Achilles '29 per speelronde weergegeven in de Jupiler League in het seizoen 2015/16.
| Speelronde              | 01 | 02 | 03 | 04 | 05 | 06 | 07 | 08 | 09 | 10 | 11 | 12 | 13 | 14 | 15 | 16 | 17 | 18 | 19 | 20 | 21 | 22 | 23 | 24 | 25 | 26 | 27 | 28 | 29 | 30 | 31 | 32 | 33 | 34 | 35 | 36 | Eindstand |
| ----------------------- | -- | -- | -- | -- | -- | -- | -- | -- | -- | -- | -- | -- | -- | -- | -- | -- | -- | -- | -- | -- | -- | -- | -- | -- | -- | -- | -- | -- | -- | -- | -- | -- | -- | -- | -- | -- | --------- |
| Punten in de speelronde | 3  | 3  | 1  | 3  | 0  | 0  | 0  | 1  | 0  | 0  | 0  | 0  | 1  | 1  | 1  | 3  | 0  | 3  | 0  | 3  | 1  | 3  | 1  | 0  | 3  | 3  | 0  | 0  | 0  | 0  | 0  | 1  | 0  | 3  | 1  | 0  | Eindstand |
| Puntentotaal            | 3  | 6  | 7  | 10 | 10 | 10 | 10 | 11 | 11 | 11 | 11 | 11 | 12 | 13 | 14 | 17 | 17 | 20 | 20 | 23 | 24 | 27 | 28 | 28 | 31 | 34 | 34 | 34 | 34 | 34 | 34 | 35 | 35 | 38 | 39 | 39 | 39        |
| Stand                   | 4  | 3  | 2  | 2  | 3  | 5  | 8  | 9  | 11 | 14 | 15 | 15 | 15 | 16 | 16 | 15 | 15 | 14 | 16 | 15 | 14 | 13 | 12 | 15 | 12 | 9  | 9  | 11 | 14 | 15 | 15 | 16 | 17 | 14 | 14 | 15 | 15        |

### Uitslagen
Hieronder staat een overzicht van de wedstrijden die Achilles '29 heeft gespeeld in de Jupiler League in het seizoen 2015/16.
|                             |                                                        |               |                                    |                                                                                              |
| 1 7 augustus 2015 20:00 uur | Achilles '29                                           | 2 - 1 (0 - 1) | Jong Ajax                          | Stadion: Sportpark De Heikant, Groesbeek Toeschouwers: 3.123 Scheidsrechter: Laurens Gerrets |
| 1 7 augustus 2015 20:00 uur | Thoone (pen) 68' Dekkers 81' Sürmeli 88' Van Steen 90' | Verslag       | 26' Černý 68' Warmerdam 83' Mirani | Stadion: Sportpark De Heikant, Groesbeek Toeschouwers: 3.123 Scheidsrechter: Laurens Gerrets |
| 1 7 augustus 2015 20:00 uur |                                                        |               |                                    | Stadion: Sportpark De Heikant, Groesbeek Toeschouwers: 3.123 Scheidsrechter: Laurens Gerrets |
| 1 7 augustus 2015 20:00 uur |                                                        |               |                                    | Stadion: Sportpark De Heikant, Groesbeek Toeschouwers: 3.123 Scheidsrechter: Laurens Gerrets |
|                             |                                                        |               |                                    |                                                                                              |

|                              |                                                      |               |                                                                                               |                                                                                              |
| 2 14 augustus 2015 20:00 uur | Fortuna Sittard                                      | 2 - 4 (1 - 0) | Achilles '29                                                                                  | Stadion: Fortuna Sittard Stadion, Sittard Toeschouwers: 2.780 Scheidsrechter: Ingmar Oostrom |
| 2 14 augustus 2015 20:00 uur | Briels 5' Lekesiz 39' Lekesiz 50' Mares 73' Vets 90' | Verslag       | 43' Penterman 62' Thoone 72' Thoone 75' Van Steen 80' Raja Boean 89' Van Riel 90+4' Penterman | Stadion: Fortuna Sittard Stadion, Sittard Toeschouwers: 2.780 Scheidsrechter: Ingmar Oostrom |
| 2 14 augustus 2015 20:00 uur |                                                      |               |                                                                                               | Stadion: Fortuna Sittard Stadion, Sittard Toeschouwers: 2.780 Scheidsrechter: Ingmar Oostrom |
| 2 14 augustus 2015 20:00 uur |                                                      |               |                                                                                               | Stadion: Fortuna Sittard Stadion, Sittard Toeschouwers: 2.780 Scheidsrechter: Ingmar Oostrom |
|                              |                                                      |               |                                                                                               |                                                                                              |

|                              |              |         |                                   |                                                                                        |
| 3 21 augustus 2015 20:00 uur | Achilles '29 | 0 - 0   | RKC Waalwijk                      | Stadion: Sportpark De Heikant, Groesbeek Toeschouwers: 2.189 Scheidsrechter: Davy Otto |
| 3 21 augustus 2015 20:00 uur | Dekkers 33'  | Verslag | 24' Ndefe 29' Coster 44' Rienstra | Stadion: Sportpark De Heikant, Groesbeek Toeschouwers: 2.189 Scheidsrechter: Davy Otto |
| 3 21 augustus 2015 20:00 uur |              |         |                                   | Stadion: Sportpark De Heikant, Groesbeek Toeschouwers: 2.189 Scheidsrechter: Davy Otto |
| 3 21 augustus 2015 20:00 uur |              |         |                                   | Stadion: Sportpark De Heikant, Groesbeek Toeschouwers: 2.189 Scheidsrechter: Davy Otto |
|                              |              |         |                                   |                                                                                        |

|                              |                                                      |               |                            |                                                                                         |
| 4 24 augustus 2015 20:00 uur | Achilles '29                                         | 1 - 0 (0 - 0) | FC Oss                     | Stadion: Sportpark De Heikant, Groesbeek Toeschouwers: 1.912 Scheidsrechter: Joey Kooij |
| 4 24 augustus 2015 20:00 uur | Dekkers 1' Boogers 15' Penterman 86' Van de Beek 87' | Verslag       | 54' De Vogel 71' Roshanali | Stadion: Sportpark De Heikant, Groesbeek Toeschouwers: 1.912 Scheidsrechter: Joey Kooij |
| 4 24 augustus 2015 20:00 uur |                                                      |               |                            | Stadion: Sportpark De Heikant, Groesbeek Toeschouwers: 1.912 Scheidsrechter: Joey Kooij |
| 4 24 augustus 2015 20:00 uur |                                                      |               |                            | Stadion: Sportpark De Heikant, Groesbeek Toeschouwers: 1.912 Scheidsrechter: Joey Kooij |
|                              |                                                      |               |                            |                                                                                         |

|                              |                                                           |               |                                                           |                                                                                       |
| 5 30 augustus 2015 14:30 uur | Go Ahead Eagles                                           | 3 - 2 (2 - 0) | Achilles '29                                              | Stadion: De Adelaarshorst, Deventer Toeschouwers: 9.056 Scheidsrechter: Siemen Mulder |
| 5 30 augustus 2015 14:30 uur | De Kogel 26' Schenk 30' De Kogel (pen) 50' Lambooij 90+2' | Verslag       | 50' Dingil 74' Penterman 87' Dingil 90+3' Penterman (pen) | Stadion: De Adelaarshorst, Deventer Toeschouwers: 9.056 Scheidsrechter: Siemen Mulder |
| 5 30 augustus 2015 14:30 uur |                                                           |               |                                                           | Stadion: De Adelaarshorst, Deventer Toeschouwers: 9.056 Scheidsrechter: Siemen Mulder |
| 5 30 augustus 2015 14:30 uur |                                                           |               |                                                           | Stadion: De Adelaarshorst, Deventer Toeschouwers: 9.056 Scheidsrechter: Siemen Mulder |
|                              |                                                           |               |                                                           |                                                                                       |

|                               |                                                                    |               |              |                                                                                                  |
| 6 11 september 2015 20:00 uur | Sparta Rotterdam                                                   | 3 - 0 (2 - 0) | Achilles '29 | Stadion: Spartastadion Het Kasteel, Rotterdam Toeschouwers: 7.110 Scheidsrechter: Christiaan Bax |
| 6 11 september 2015 20:00 uur | Van Steen (e.d.) 1' Brogno 33' Verhaar (pen) 40' Beijer (e.d.) 72' |               | 13' Van Riel | Stadion: Spartastadion Het Kasteel, Rotterdam Toeschouwers: 7.110 Scheidsrechter: Christiaan Bax |
| 6 11 september 2015 20:00 uur |                                                                    |               |              | Stadion: Spartastadion Het Kasteel, Rotterdam Toeschouwers: 7.110 Scheidsrechter: Christiaan Bax |
| 6 11 september 2015 20:00 uur |                                                                    |               |              | Stadion: Spartastadion Het Kasteel, Rotterdam Toeschouwers: 7.110 Scheidsrechter: Christiaan Bax |
|                               |                                                                    |               |              |                                                                                                  |

|                               |              |               |                   |                                                                                          |
| 7 20 september 2015 14:30 uur | Achilles '29 | 0 - 1 (0 - 0) | FC Den Bosch      | Stadion: Sportpark De Heikant, Groesbeek Toeschouwers: 1.570 Scheidsrechter: Wesley Alen |
| 7 20 september 2015 14:30 uur | Van Beek 16' |               | 41' Elders (e.d.) | Stadion: Sportpark De Heikant, Groesbeek Toeschouwers: 1.570 Scheidsrechter: Wesley Alen |
| 7 20 september 2015 14:30 uur |              |               |                   | Stadion: Sportpark De Heikant, Groesbeek Toeschouwers: 1.570 Scheidsrechter: Wesley Alen |
| 7 20 september 2015 14:30 uur |              |               |                   | Stadion: Sportpark De Heikant, Groesbeek Toeschouwers: 1.570 Scheidsrechter: Wesley Alen |
|                               |              |               |                   |                                                                                          |

|                            |          |               |                                      |                                                                                             |
| 8 2 oktober 2015 20:00 uur | Jong PSV | 1 - 1 (0 - 0) | Achilles '29                         | Stadion: Sportpark De Herdgang, Eindhoven Toeschouwers: 585 Scheidsrechter: Laurens Gerrets |
| 8 2 oktober 2015 20:00 uur | Paal 75' |               | 51' Penterman 77' Zeller 90' Dekkers | Stadion: Sportpark De Herdgang, Eindhoven Toeschouwers: 585 Scheidsrechter: Laurens Gerrets |
| 8 2 oktober 2015 20:00 uur |          |               |                                      | Stadion: Sportpark De Herdgang, Eindhoven Toeschouwers: 585 Scheidsrechter: Laurens Gerrets |
| 8 2 oktober 2015 20:00 uur |          |               |                                      | Stadion: Sportpark De Herdgang, Eindhoven Toeschouwers: 585 Scheidsrechter: Laurens Gerrets |
|                            |          |               |                                      |                                                                                             |

|                             |                                                                 |               |                                     |                                                                                        |
| 9 18 oktober 2015 14:30 uur | Achilles '29                                                    | 1 - 2 (0 - 0) | NAC Breda                           | Stadion: Sportpark De Heikant, Groesbeek Toeschouwers: 2.041 Scheidsrechter: Davy Otto |
| 9 18 oktober 2015 14:30 uur | Thoone 43' Van Steen 47' Ter Wielen 80' Zeller 87' Ramezani 89' |               | 20' Mulder 52' Suk 73' Ars 90' Stam | Stadion: Sportpark De Heikant, Groesbeek Toeschouwers: 2.041 Scheidsrechter: Davy Otto |
| 9 18 oktober 2015 14:30 uur |                                                                 |               |                                     | Stadion: Sportpark De Heikant, Groesbeek Toeschouwers: 2.041 Scheidsrechter: Davy Otto |
| 9 18 oktober 2015 14:30 uur |                                                                 |               |                                     | Stadion: Sportpark De Heikant, Groesbeek Toeschouwers: 2.041 Scheidsrechter: Davy Otto |
|                             |                                                                 |               |                                     |                                                                                        |

|                              |                                                         |               |                          |                                                                                   |
| 10 23 oktober 2015 20:00 uur | Telstar                                                 | 3 - 0 (1 - 0) | Achilles '29             | Stadion: Telstar Stadion, Velsen Toeschouwers: 3.625 Scheidsrechter: Stijn Berben |
| 10 23 oktober 2015 20:00 uur | Maletić 45' Tissoudali 88' Serrarens 90' Tissoudali 90' |               | 45' Van Steen 74' Dingil | Stadion: Telstar Stadion, Velsen Toeschouwers: 3.625 Scheidsrechter: Stijn Berben |
| 10 23 oktober 2015 20:00 uur |                                                         |               |                          | Stadion: Telstar Stadion, Velsen Toeschouwers: 3.625 Scheidsrechter: Stijn Berben |
| 10 23 oktober 2015 20:00 uur |                                                         |               |                          | Stadion: Telstar Stadion, Velsen Toeschouwers: 3.625 Scheidsrechter: Stijn Berben |
|                              |                                                         |               |                          |                                                                                   |

|                              |                                 |               |              |                                                                                           |
| 11 30 oktober 2015 20:00 uur | Almere City FC                  | 2 - 1 (1 - 1) | Achilles '29 | Stadion: Yanmar Stadion, Almere Toeschouwers: 3.200 Scheidsrechter: Steven van der Vrande |
| 11 30 oktober 2015 20:00 uur | Mamedov 36' Tadmine 45' Kip 85' |               | 19' Van Beek | Stadion: Yanmar Stadion, Almere Toeschouwers: 3.200 Scheidsrechter: Steven van der Vrande |
| 11 30 oktober 2015 20:00 uur |                                 |               |              | Stadion: Yanmar Stadion, Almere Toeschouwers: 3.200 Scheidsrechter: Steven van der Vrande |
| 11 30 oktober 2015 20:00 uur |                                 |               |              | Stadion: Yanmar Stadion, Almere Toeschouwers: 3.200 Scheidsrechter: Steven van der Vrande |
|                              |                                 |               |              |                                                                                           |

|                              |                                                      |               |                                                                   |                                                                                             |
| 12 6 november 2015 20:00 uur | Achilles '29                                         | 1 - 2 (0 - 0) | FC Emmen                                                          | Stadion: Sportpark De Heikant, Groesbeek Toeschouwers: 1.125 Scheidsrechter: Freek van Herk |
| 12 6 november 2015 20:00 uur | Dingil 33' Van Steen 59' Van Steen 78' Van Steen 81' |               | 41' Van Deelen 64' Seip 73' Rozema 82' Ten Voorde (pen) 90' Danso | Stadion: Sportpark De Heikant, Groesbeek Toeschouwers: 1.125 Scheidsrechter: Freek van Herk |
| 12 6 november 2015 20:00 uur |                                                      |               |                                                                   | Stadion: Sportpark De Heikant, Groesbeek Toeschouwers: 1.125 Scheidsrechter: Freek van Herk |
| 12 6 november 2015 20:00 uur |                                                      |               |                                                                   | Stadion: Sportpark De Heikant, Groesbeek Toeschouwers: 1.125 Scheidsrechter: Freek van Herk |
|                              |                                                      |               |                                                                   |                                                                                             |

|                               |                               |               |                                                                                    |                                                                                     |
| 13 20 november 2015 20:00 uur | MVV Maastricht                | 1 - 1 (1 - 0) | Achilles '29                                                                       | Stadion: De Geusselt, Maastricht Toeschouwers: 4.144 Scheidsrechter: Ingmar Oostrom |
| 13 20 november 2015 20:00 uur | Nys 17' Ippel 71' Pereira 90' |               | 54' Ramezani 56' Thoone 59' Boogers 67' Van der Groes 90' Van de Beek 90' Hendriks | Stadion: De Geusselt, Maastricht Toeschouwers: 4.144 Scheidsrechter: Ingmar Oostrom |
| 13 20 november 2015 20:00 uur |                               |               |                                                                                    | Stadion: De Geusselt, Maastricht Toeschouwers: 4.144 Scheidsrechter: Ingmar Oostrom |
| 13 20 november 2015 20:00 uur |                               |               |                                                                                    | Stadion: De Geusselt, Maastricht Toeschouwers: 4.144 Scheidsrechter: Ingmar Oostrom |
|                               |                               |               |                                                                                    |                                                                                     |

|                               |              |              |             |                                                                                              |
| 14 27 november 2015 20:00 uur | Achilles '29 | 0 - 0        | FC Volendam | Stadion: Sportpark De Heikant, Groesbeek Toeschouwers: 1.123 Scheidsrechter: Laurens Gerrets |
| 14 27 november 2015 20:00 uur |              | 54' El Hamdi |             | Stadion: Sportpark De Heikant, Groesbeek Toeschouwers: 1.123 Scheidsrechter: Laurens Gerrets |
| 14 27 november 2015 20:00 uur |              |              |             | Stadion: Sportpark De Heikant, Groesbeek Toeschouwers: 1.123 Scheidsrechter: Laurens Gerrets |
| 14 27 november 2015 20:00 uur |              |              |             | Stadion: Sportpark De Heikant, Groesbeek Toeschouwers: 1.123 Scheidsrechter: Laurens Gerrets |
|                               |              |              |             |                                                                                              |

|                               |                                        |               |                                                           |                                                                              |
| 15 30 november 2015 20:00 uur | Helmond Sport                          | 2 - 2 (1 - 1) | Achilles '29                                              | Stadion: Lavans Stadion, Helmond Toeschouwers: 951 Scheidsrechter: Davy Otto |
| 15 30 november 2015 20:00 uur | Bjelica 40' Justiana 84' De Reuver 90' |               | 9' Boogers 55' Van Straaten 60' Van de Beek 80' Van Steen | Stadion: Lavans Stadion, Helmond Toeschouwers: 951 Scheidsrechter: Davy Otto |
| 15 30 november 2015 20:00 uur |                                        |               |                                                           | Stadion: Lavans Stadion, Helmond Toeschouwers: 951 Scheidsrechter: Davy Otto |
| 15 30 november 2015 20:00 uur |                                        |               |                                                           | Stadion: Lavans Stadion, Helmond Toeschouwers: 951 Scheidsrechter: Davy Otto |
|                               |                                        |               |                                                           |                                                                              |

|                              |                                                            |               |               | |
| 16 4 december 2015 20:00 uur | Achilles '29                                               | 2 - 1 (1 - 0) | FC Eindhoven  | Stadion: Sportpark De Heikant, Groesbeek Toeschouwers: 1.065 Scheidsrechter: Steven van der Vrande |
| 16 4 december 2015 20:00 uur | Sürmeli 34' Van Riel 42' Boogers 55' Thoone 79' Zeller 81' |               | 74' Caenepeel | Stadion: Sportpark De Heikant, Groesbeek Toeschouwers: 1.065 Scheidsrechter: Steven van der Vrande |
| 16 4 december 2015 20:00 uur |                                                            |               |               | Stadion: Sportpark De Heikant, Groesbeek Toeschouwers: 1.065 Scheidsrechter: Steven van der Vrande |
| 16 4 december 2015 20:00 uur |                                                            |               |               | Stadion: Sportpark De Heikant, Groesbeek Toeschouwers: 1.065 Scheidsrechter: Steven van der Vrande |
|                              |                                                            |               |               | |

|                               |                                               |               |                        |                                                                                          |
| 17 11 december 2015 20:00 uur | VVV-Venlo                                     | 3 - 0 (2 - 0) | Achilles '29           | Stadion: Seacon Stadion De Koel, Venlo Toeschouwers: 3.402 Scheidsrechter: Rob Dieperink |
| 17 11 december 2015 20:00 uur | Rutten 28' Seuntjens 37' Resida 38' Hunte 90' |               | 70' Zeller 72' Sürmeli | Stadion: Seacon Stadion De Koel, Venlo Toeschouwers: 3.402 Scheidsrechter: Rob Dieperink |
| 17 11 december 2015 20:00 uur |                                               |               |                        | Stadion: Seacon Stadion De Koel, Venlo Toeschouwers: 3.402 Scheidsrechter: Rob Dieperink |
| 17 11 december 2015 20:00 uur |                                               |               |                        | Stadion: Seacon Stadion De Koel, Venlo Toeschouwers: 3.402 Scheidsrechter: Rob Dieperink |
|                               |                                               |               |                        |                                                                                          |

|                               |                                          |               |                                 | |
| 18 19 december 2015 19:45 uur | Achilles '29                             | 2 - 1 (0 - 1) | FC Dordrecht                    | Stadion: Sportpark De Heikant, Groesbeek Toeschouwers: 1.022 Scheidsrechter: Martin van den Kerkhof |
| 18 19 december 2015 19:45 uur | Van Steen 48' Van de Beek 67' Thoone 88' |               | 10' Janga 33' De Greef 90' Lima | Stadion: Sportpark De Heikant, Groesbeek Toeschouwers: 1.022 Scheidsrechter: Martin van den Kerkhof |
| 18 19 december 2015 19:45 uur |                                          |               |                                 | Stadion: Sportpark De Heikant, Groesbeek Toeschouwers: 1.022 Scheidsrechter: Martin van den Kerkhof |
| 18 19 december 2015 19:45 uur |                                          |               |                                 | Stadion: Sportpark De Heikant, Groesbeek Toeschouwers: 1.022 Scheidsrechter: Martin van den Kerkhof |
|                               |                                          |               |                                 | |

|                              |                                            |               |                                        |                                                                                             |
| 19 15 januari 2016 20:00 uur | Jong Ajax                                  | 3 - 1 (1 - 0) | Achilles '29                           | Stadion: Sportpark De Toekomst, Amsterdam Toeschouwers: 189 Scheidsrechter: Richard Martens |
| 19 15 januari 2016 20:00 uur | Bakker 27' El Mahdioui 53' S. Hendriks 56' |               | 51' T. Hendriks 65' Zeller 68' Boelens | Stadion: Sportpark De Toekomst, Amsterdam Toeschouwers: 189 Scheidsrechter: Richard Martens |
| 19 15 januari 2016 20:00 uur |                                            |               |                                        | Stadion: Sportpark De Toekomst, Amsterdam Toeschouwers: 189 Scheidsrechter: Richard Martens |
| 19 15 januari 2016 20:00 uur |                                            |               |                                        | Stadion: Sportpark De Toekomst, Amsterdam Toeschouwers: 189 Scheidsrechter: Richard Martens |
|                              |                                            |               |                                        |                                                                                             |

|                              |                                                        |               |                              |                                                                                          |
| 21 22 januari 2016 20:00 uur | RKC Waalwijk                                           | 1 - 1 (0 - 1) | Achilles '29                 | Stadion: Mandemakers Stadion, Waalwijk Toeschouwers: 1.400 Scheidsrechter: Maxime Smeets |
| 21 22 januari 2016 20:00 uur | Van Weert 28' Engberink 30' Langedijk 70' Yildirim 84' |               | 29' Thoone (pen) 73' Sürmeli | Stadion: Mandemakers Stadion, Waalwijk Toeschouwers: 1.400 Scheidsrechter: Maxime Smeets |
| 21 22 januari 2016 20:00 uur |                                                        |               |                              | Stadion: Mandemakers Stadion, Waalwijk Toeschouwers: 1.400 Scheidsrechter: Maxime Smeets |
| 21 22 januari 2016 20:00 uur |                                                        |               |                              | Stadion: Mandemakers Stadion, Waalwijk Toeschouwers: 1.400 Scheidsrechter: Maxime Smeets |
|                              |                                                        |               |                              |                                                                                          |

|                              |                                                       |               |                 |                                                                                               |
| 20 25 januari 2016 20:00 uur | Achilles '29                                          | 3 - 0 (0 - 0) | Fortuna Sittard | Stadion: Sportpark De Heikant, Groesbeek Toeschouwers: 1.335 Scheidsrechter: Christian Mulder |
| 20 25 januari 2016 20:00 uur | Thoone (pen) 58' Hendriks 63' Boelens 77' Boogers 84' |               | 58' De Regt     | Stadion: Sportpark De Heikant, Groesbeek Toeschouwers: 1.335 Scheidsrechter: Christian Mulder |
| 20 25 januari 2016 20:00 uur |                                                       |               |                 | Stadion: Sportpark De Heikant, Groesbeek Toeschouwers: 1.335 Scheidsrechter: Christian Mulder |
| 20 25 januari 2016 20:00 uur |                                                       |               |                 | Stadion: Sportpark De Heikant, Groesbeek Toeschouwers: 1.335 Scheidsrechter: Christian Mulder |
|                              |                                                       |               |                 |                                                                                               |

|                              |                           |               |                 |                                                                                              |
| 22 31 januari 2016 14:30 uur | Achilles '29              | 1 - 0 (1 - 0) | Go Ahead Eagles | Stadion: Sportpark De Heikant, Groesbeek Toeschouwers: 1.463 Scheidsrechter: Allard Lindhout |
| 22 31 januari 2016 14:30 uur | Hendriks 28' Van Riel 68' |               | 38' De Kogel    | Stadion: Sportpark De Heikant, Groesbeek Toeschouwers: 1.463 Scheidsrechter: Allard Lindhout |
| 22 31 januari 2016 14:30 uur |                           |               |                 | Stadion: Sportpark De Heikant, Groesbeek Toeschouwers: 1.463 Scheidsrechter: Allard Lindhout |
| 22 31 januari 2016 14:30 uur |                           |               |                 | Stadion: Sportpark De Heikant, Groesbeek Toeschouwers: 1.463 Scheidsrechter: Allard Lindhout |
|                              |                           |               |                 |                                                                                              |

|                              |                                           |               |                               |                                                                                      |
| 23 5 februari 2016 20:00 uur | FC Oss                                    | 1 - 1 (1 - 0) | Achilles '29                  | Stadion: Frans Heesenstadion, Oss Toeschouwers: 1.111 Scheidsrechter: Ingmar Oostrom |
| 23 5 februari 2016 20:00 uur | Stuy van den Herik 45' Bakx 45' Schet 74' |               | 52' Balk (e.d.) 89' Van Steen | Stadion: Frans Heesenstadion, Oss Toeschouwers: 1.111 Scheidsrechter: Ingmar Oostrom |
| 23 5 februari 2016 20:00 uur |                                           |               |                               | Stadion: Frans Heesenstadion, Oss Toeschouwers: 1.111 Scheidsrechter: Ingmar Oostrom |
| 23 5 februari 2016 20:00 uur |                                           |               |                               | Stadion: Frans Heesenstadion, Oss Toeschouwers: 1.111 Scheidsrechter: Ingmar Oostrom |
|                              |                                           |               |                               |                                                                                      |

|                               |                                   |               |                                               |                                                                                              |
| 24 12 februari 2016 20:00 uur | Achilles '29                      | 0 - 3 (0 - 2) | Sparta Rotterdam                              | Stadion: Sportpark De Heikant, Groesbeek Toeschouwers: 2.362 Scheidsrechter: Jochem Kamphuis |
| 24 12 februari 2016 20:00 uur | Hendriks 32' Boelens 59' Paau 83' |               | 6' Brogno 20' Verhaar 58' Klaasen 79' Dougall | Stadion: Sportpark De Heikant, Groesbeek Toeschouwers: 2.362 Scheidsrechter: Jochem Kamphuis |
| 24 12 februari 2016 20:00 uur |                                   |               |                                               | Stadion: Sportpark De Heikant, Groesbeek Toeschouwers: 2.362 Scheidsrechter: Jochem Kamphuis |
| 24 12 februari 2016 20:00 uur |                                   |               |                                               | Stadion: Sportpark De Heikant, Groesbeek Toeschouwers: 2.362 Scheidsrechter: Jochem Kamphuis |
|                               |                                   |               |                                               |                                                                                              |

|                               |                         |               |                         |                                                                                             |
| 25 15 februari 2016 20:00 uur | FC Den Bosch            | 1 - 2 (0 - 1) | Achilles '29            | Stadion: Stadion De Vliert, 's-Hertogenbosch Toeschouwers: 1.472 Scheidsrechter: Joey Kooij |
| 25 15 februari 2016 20:00 uur | Khalouta 79' Esajas 85' |               | 40' Dingil 77' Popalzay | Stadion: Stadion De Vliert, 's-Hertogenbosch Toeschouwers: 1.472 Scheidsrechter: Joey Kooij |
| 25 15 februari 2016 20:00 uur |                         |               |                         | Stadion: Stadion De Vliert, 's-Hertogenbosch Toeschouwers: 1.472 Scheidsrechter: Joey Kooij |
| 25 15 februari 2016 20:00 uur |                         |               |                         | Stadion: Stadion De Vliert, 's-Hertogenbosch Toeschouwers: 1.472 Scheidsrechter: Joey Kooij |
|                               |                         |               |                         |                                                                                             |

|                               |                                               |               |                                     |                                                                                               |
| 26 26 februari 2016 20:00 uur | Achilles '29                                  | 3 - 2 (2 - 1) | Jong PSV                            | Stadion: Sportpark De Heikant, Groesbeek Toeschouwers: 1.485 Scheidsrechter: Christian Mulder |
| 26 26 februari 2016 20:00 uur | Popalzay 14' Dingil 30' Thoone 34' Dingil 57' |               | 31' Lammers 39' De Wijs 90' Luković | Stadion: Sportpark De Heikant, Groesbeek Toeschouwers: 1.485 Scheidsrechter: Christian Mulder |
| 26 26 februari 2016 20:00 uur |                                               |               |                                     | Stadion: Sportpark De Heikant, Groesbeek Toeschouwers: 1.485 Scheidsrechter: Christian Mulder |
| 26 26 februari 2016 20:00 uur |                                               |               |                                     | Stadion: Sportpark De Heikant, Groesbeek Toeschouwers: 1.485 Scheidsrechter: Christian Mulder |
|                               |                                               |               |                                     |                                                                                               |

|                           |                                                                 |               |                                                            |                                                                                        |
| 27 4 maart 2015 20:00 uur | NAC Breda                                                       | 3 - 1 (1 - 0) | Achilles '29                                               | Stadion: Rat Verlegh Stadion, Breda Toeschouwers: 11.600 Scheidsrechter: Siemen Mulder |
| 27 4 maart 2015 20:00 uur | Van Diermen 40' Ter Wielen (e.d.) 51' Van Diermen 82' Matić 90' |               | 18' Sürmeli 54' Hendriks 56' Boelens 75' Dingil 78' Beijer | Stadion: Rat Verlegh Stadion, Breda Toeschouwers: 11.600 Scheidsrechter: Siemen Mulder |
| 27 4 maart 2015 20:00 uur |                                                                 |               |                                                            | Stadion: Rat Verlegh Stadion, Breda Toeschouwers: 11.600 Scheidsrechter: Siemen Mulder |
| 27 4 maart 2015 20:00 uur |                                                                 |               |                                                            | Stadion: Rat Verlegh Stadion, Breda Toeschouwers: 11.600 Scheidsrechter: Siemen Mulder |
|                           |                                                                 |               |                                                            |                                                                                        |

|                            |                          |               |                                                                            |                                                                                              |
| 28 11 maart 2016 20:00 uur | Achilles '29             | 1 - 3 (0 - 1) | Almere City FC                                                             | Stadion: Sportpark De Heikant, Groesbeek Toeschouwers: 1.384 Scheidsrechter: Richard Martens |
| 28 11 maart 2016 20:00 uur | Thoone 35' Van Steen 77' |               | 10' Kip 26' Salasiwa 51' Ahannach 63' Kip 65' Rosario 68' Salasiwa 80' Vet | Stadion: Sportpark De Heikant, Groesbeek Toeschouwers: 1.384 Scheidsrechter: Richard Martens |
| 28 11 maart 2016 20:00 uur |                          |               |                                                                            | Stadion: Sportpark De Heikant, Groesbeek Toeschouwers: 1.384 Scheidsrechter: Richard Martens |
| 28 11 maart 2016 20:00 uur |                          |               |                                                                            | Stadion: Sportpark De Heikant, Groesbeek Toeschouwers: 1.384 Scheidsrechter: Richard Martens |
|                            |                          |               |                                                                            |                                                                                              |

|                            |                                    |               |                        |                                                                                         |
| 29 14 maart 2016 20:00 uur | FC Emmen                           | 3 - 1 (0 - 0) | Achilles '29           | Stadion: JENS Vesting, Emmen Toeschouwers: 2.640 Scheidsrechter: Martin van den Kerkhof |
| 29 14 maart 2016 20:00 uur | Gyasi 46' Gyasi 58' Ten Voorde 81' |               | 8' Boelens 90' Sürmeli | Stadion: JENS Vesting, Emmen Toeschouwers: 2.640 Scheidsrechter: Martin van den Kerkhof |
| 29 14 maart 2016 20:00 uur |                                    |               |                        | Stadion: JENS Vesting, Emmen Toeschouwers: 2.640 Scheidsrechter: Martin van den Kerkhof |
| 29 14 maart 2016 20:00 uur |                                    |               |                        | Stadion: JENS Vesting, Emmen Toeschouwers: 2.640 Scheidsrechter: Martin van den Kerkhof |
|                            |                                    |               |                        |                                                                                         |

|                            |                                             |               |                                                               |                                                                                         |
| 30 20 maart 2016 14:30 uur | Achilles '29                                | 1 - 2 (0 - 1) | MVV Maastricht                                                | Stadion: Sportpark De Heikant, Groesbeek Toeschouwers: 1.230 Scheidsrechter: Joey Kooij |
| 30 20 maart 2016 14:30 uur | Van Straaten 45' Van de Beek 56' Thoone 88' |               | 36' Peeters 51' Peeters 62' Martina 67' Verheijdt 69' Martina | Stadion: Sportpark De Heikant, Groesbeek Toeschouwers: 1.230 Scheidsrechter: Joey Kooij |
| 30 20 maart 2016 14:30 uur |                                             |               |                                                               | Stadion: Sportpark De Heikant, Groesbeek Toeschouwers: 1.230 Scheidsrechter: Joey Kooij |
| 30 20 maart 2016 14:30 uur |                                             |               |                                                               | Stadion: Sportpark De Heikant, Groesbeek Toeschouwers: 1.230 Scheidsrechter: Joey Kooij |
|                            |                                             |               |                                                               |                                                                                         |

|                           |                        |               |                                                                                     |                                                                                              |
| 31 1 april 2016 20:00 uur | Achilles '29           | 1 - 3 (0 - 1) | Telstar                                                                             | Stadion: Sportpark De Heikant, Groesbeek Toeschouwers: 1.320 Scheidsrechter: Laurens Gerrets |
| 31 1 april 2016 20:00 uur | Zeller 70' Boogers 80' |               | 35' Serrarens 52' Ajnane 71' Serrarens (pen) 73' Correia 79' Serrarens 85' Abdulahi | Stadion: Sportpark De Heikant, Groesbeek Toeschouwers: 1.320 Scheidsrechter: Laurens Gerrets |
| 31 1 april 2016 20:00 uur |                        |               |                                                                                     | Stadion: Sportpark De Heikant, Groesbeek Toeschouwers: 1.320 Scheidsrechter: Laurens Gerrets |
| 31 1 april 2016 20:00 uur |                        |               |                                                                                     | Stadion: Sportpark De Heikant, Groesbeek Toeschouwers: 1.320 Scheidsrechter: Laurens Gerrets |
|                           |                        |               |                                                                                     |                                                                                              |

|                           |                                          |       |              |                                                                                   |
| 32 8 april 2016 20:00 uur | FC Volendam                              | 0 - 0 | Achilles '29 | Stadion: Krasstadion, Volendam Toeschouwers: 4.058 Scheidsrechter: Ingmar Oostrom |
| 32 8 april 2016 20:00 uur | Steltenpool 21' Schouten 66' Mertens 79' |       | 79' Sürmeli  | Stadion: Krasstadion, Volendam Toeschouwers: 4.058 Scheidsrechter: Ingmar Oostrom |
| 32 8 april 2016 20:00 uur |                                          |       |              | Stadion: Krasstadion, Volendam Toeschouwers: 4.058 Scheidsrechter: Ingmar Oostrom |
| 32 8 april 2016 20:00 uur |                                          |       |              | Stadion: Krasstadion, Volendam Toeschouwers: 4.058 Scheidsrechter: Ingmar Oostrom |
|                           |                                          |       |              |                                                                                   |

|                            |                                                         |               |                                                     |                                                                                          |
| 33 11 april 2016 20:00 uur | Achilles '29                                            | 1 - 2 (1 - 1) | Helmond Sport                                       | Stadion: Sportpark De Heikant, Groesbeek Toeschouwers: 1.355 Scheidsrechter: Erwin Blank |
| 33 11 april 2016 20:00 uur | Van de Beek 15' Van de Beek 31' Hendriks 31' Zeller 78' |               | 25' Kerk 79' Van de Kerkhof 81' Edwards 90' Edwards | Stadion: Sportpark De Heikant, Groesbeek Toeschouwers: 1.355 Scheidsrechter: Erwin Blank |
| 33 11 april 2016 20:00 uur |                                                         |               |                                                     | Stadion: Sportpark De Heikant, Groesbeek Toeschouwers: 1.355 Scheidsrechter: Erwin Blank |
| 33 11 april 2016 20:00 uur |                                                         |               |                                                     | Stadion: Sportpark De Heikant, Groesbeek Toeschouwers: 1.355 Scheidsrechter: Erwin Blank |
|                            |                                                         |               |                                                     |                                                                                          |

|                            |                   |               |              |                                                                                             |
| 34 15 april 2016 20:00 uur | FC Eindhoven      | 0 - 1 (0 - 1) | Achilles '29 | Stadion: Jan Louwersstadion, Eindhoven Toeschouwers: 2.735 Scheidsrechter: Christian Mulder |
| 34 15 april 2016 20:00 uur | Van den Buijs 84' |               | 28' Beijer   | Stadion: Jan Louwersstadion, Eindhoven Toeschouwers: 2.735 Scheidsrechter: Christian Mulder |
| 34 15 april 2016 20:00 uur |                   |               |              | Stadion: Jan Louwersstadion, Eindhoven Toeschouwers: 2.735 Scheidsrechter: Christian Mulder |
| 34 15 april 2016 20:00 uur |                   |               |              | Stadion: Jan Louwersstadion, Eindhoven Toeschouwers: 2.735 Scheidsrechter: Christian Mulder |
|                            |                   |               |              |                                                                                             |

|                            |                                               |               |                                                   |                                                                                                |
| 35 22 april 2016 20:00 uur | FC Dordrecht                                  | 3 - 3 (1 - 1) | Achilles '29                                      | Stadion: Riwal Hoogwerkers Stadion, Dordrecht Toeschouwers: 1.232 Scheidsrechter: Martin Pérez |
| 35 22 april 2016 20:00 uur | Bijl 30' Janga 50' Janga 67' Steenvoorden 88' |               | 37' Boogers 48' Popalzay 55' Boogers 58' Popalzay | Stadion: Riwal Hoogwerkers Stadion, Dordrecht Toeschouwers: 1.232 Scheidsrechter: Martin Pérez |
| 35 22 april 2016 20:00 uur |                                               |               |                                                   | Stadion: Riwal Hoogwerkers Stadion, Dordrecht Toeschouwers: 1.232 Scheidsrechter: Martin Pérez |
| 35 22 april 2016 20:00 uur |                                               |               |                                                   | Stadion: Riwal Hoogwerkers Stadion, Dordrecht Toeschouwers: 1.232 Scheidsrechter: Martin Pérez |
|                            |                                               |               |                                                   |                                                                                                |

|                            |                                    |               |                                           |                                                                                               |
| 36 29 april 2016 20:00 uur | Achilles '29                       | 1 - 3 (0 - 2) | VVV-Venlo                                 | Stadion: Sportpark De Heikant, Groesbeek Toeschouwers: 1.929 Scheidsrechter: Richard Liesveld |
| 36 29 april 2016 20:00 uur | Van Straaten 60' Van der Groes 90' |               | 29' Seuntjens 37' Paulissen 67' Seuntjens | Stadion: Sportpark De Heikant, Groesbeek Toeschouwers: 1.929 Scheidsrechter: Richard Liesveld |
| 36 29 april 2016 20:00 uur |                                    |               |                                           | Stadion: Sportpark De Heikant, Groesbeek Toeschouwers: 1.929 Scheidsrechter: Richard Liesveld |
| 36 29 april 2016 20:00 uur |                                    |               |                                           | Stadion: Sportpark De Heikant, Groesbeek Toeschouwers: 1.929 Scheidsrechter: Richard Liesveld |
|                            |                                    |               |                                           |                                                                                               |

## KNVB beker
In het seizoen 2015/16 speelde Achilles '29 uiteindelijk drie KNVB Beker-wedstrijden. Nadat Achilles '29 via de verlenging had gewonnen bij Fortuna Sittard in de tweede ronde, kreeg het in de derde ronde SV Spakenburg op bezoek in Groesbeek.
Na een overwinning op SV Spakenburg werd er tegen FC Utrecht geloot. Deze wedstrijd in de achtste finale verloor de club met 0-5.
Tweede ronde
|                             |                                    |                           |                                                     |                                                                                             |
| 23 september 2015 20.00 uur | Fortuna Sittard                    | 1 - 3 n.v. (1 - 1, 1 - 1) | Achilles '29                                        | Stadion: Fortuna Sittard Stadion, Sittard Toeschouwers: 1.130 Scheidsrechter: Dennis Higler |
| 23 september 2015 20.00 uur | Hutten 39' Saddiki 96' Briels 105' |                           | 10' Penterman 61' Dingil 94' Penterman 108' Boogers | Stadion: Fortuna Sittard Stadion, Sittard Toeschouwers: 1.130 Scheidsrechter: Dennis Higler |
| 23 september 2015 20.00 uur |                                    |                           |                                                     | Stadion: Fortuna Sittard Stadion, Sittard Toeschouwers: 1.130 Scheidsrechter: Dennis Higler |
| 23 september 2015 20.00 uur |                                    |                           |                                                     | Stadion: Fortuna Sittard Stadion, Sittard Toeschouwers: 1.130 Scheidsrechter: Dennis Higler |
|                             |                                    |                           |                                                     |                                                                                             |

Derde ronde
|                           |                                         |               |                                                  |                                                                                              |
| 27 oktober 2015 20.00 uur | Achilles '29                            | 2 - 0 (1 - 0) | SV Spakenburg                                    | Stadion: Sportpark De Heikant, Groesbeek Toeschouwers: 1.913 Scheidsrechter: Jochem Kamphuis |
| 27 oktober 2015 20.00 uur | Dingil 16' Van Straaten 68' Boelens 90' |               | 23' Oostinjen 79' Scholten 90' Van den Meiracker | Stadion: Sportpark De Heikant, Groesbeek Toeschouwers: 1.913 Scheidsrechter: Jochem Kamphuis |
| 27 oktober 2015 20.00 uur |                                         |               |                                                  | Stadion: Sportpark De Heikant, Groesbeek Toeschouwers: 1.913 Scheidsrechter: Jochem Kamphuis |
| 27 oktober 2015 20.00 uur |                                         |               |                                                  | Stadion: Sportpark De Heikant, Groesbeek Toeschouwers: 1.913 Scheidsrechter: Jochem Kamphuis |
|                           |                                         |               |                                                  |                                                                                              |

Achtste finale
|                            |                            |               |                                                                   |                                                                                            |
| 16 december 2015 18.30 uur | Achilles '29               | 0 - 5 (0 - 2) | FC Utrecht                                                        | Stadion: Sportpark De Heikant, Groesbeek Toeschouwers: 1.248 Scheidsrechter: Dennis Higler |
| 16 december 2015 18.30 uur | Van de Beek 28' Dingil 49' |               | 5' Haller 8' Barazite 35' Ayoub 48' Haller 50' Haller 64' Joosten | Stadion: Sportpark De Heikant, Groesbeek Toeschouwers: 1.248 Scheidsrechter: Dennis Higler |
| 16 december 2015 18.30 uur |                            |               |                                                                   | Stadion: Sportpark De Heikant, Groesbeek Toeschouwers: 1.248 Scheidsrechter: Dennis Higler |
| 16 december 2015 18.30 uur |                            |               |                                                                   | Stadion: Sportpark De Heikant, Groesbeek Toeschouwers: 1.248 Scheidsrechter: Dennis Higler |
|                            |                            |               |                                                                   |                                                                                            |

## Statistieken
|                     | Competitie | Competitie        | Competitie          | Competitie     | Competitie          | Beker   | Beker             | Beker               | TOTAAL  | TOTAAL            | TOTAAL              | TOTAAL         | TOTAAL              |
| Speler              | Wedstr.    | Aantal doelpunten | Aantal gele kaarten | Aantal 2× geel | Aantal rode kaarten | Wedstr. | Aantal doelpunten | Aantal gele kaarten | Wedstr. | Aantal doelpunten | Aantal gele kaarten | Aantal 2× geel | Aantal rode kaarten |
| ------------------- | ---------- | ----------------- | ------------------- | -------------- | ------------------- | ------- | ----------------- | ------------------- | ------- | ----------------- | ------------------- | -------------- | ------------------- |
| Barry Beijer        | 24         | 1                 | 1                   | 0              | 0                   | 2       | 0                 | 0                   | 26      | 1                 | 1                   | 0              | 0                   |
| Boy van de Beek     | 31         | 3                 | 5                   | 0              | 1                   | 3       | 0                 | 1                   | 34      | 3                 | 6                   | 0              | 1                   |
| Mischa Boelens      | 21         | 0                 | 5                   | 0              | 0                   | 2       | 0                 | 1                   | 23      | 0                 | 6                   | 0              | 0                   |
| Brian Boogers       | 32         | 5                 | 3                   | 0              | 0                   | 3       | 1                 | 0                   | 35      | 6                 | 3                   | 0              | 0                   |
| Robin Deckers       | 1          | 0                 | 0                   | 0              | 0                   | 0       | 0                 | 0                   | 1       | 0                 | 0                   | 0              | 0                   |
| Joey Dekkers        | 29         | 1                 | 3                   | 0              | 0                   | 3       | 0                 | 0                   | 32      | 1                 | 3                   | 0              | 0                   |
| Mehmet Dingil       | 32         | 2                 | 5                   | 1              | 0                   | 3       | 1                 | 2                   | 35      | 3                 | 7                   | 1              | 0                   |
| Kenny Elders        | 14         | 0                 | 0                   | 0              | 0                   | 2       | 0                 | 0                   | 16      | 0                 | 0                   | 0              | 0                   |
| Nicky van de Groes  | 13         | 1                 | 1                   | 0              | 0                   | 1       | 0                 | 0                   | 14      | 1                 | 1                   | 0              | 0                   |
| Thijs Hendriks      | 25         | 4                 | 3                   | 0              | 0                   | 2       | 0                 | 0                   | 27      | 4                 | 3                   | 0              | 0                   |
| Jordi van Kerkhof   | 1          | 0                 | 0                   | 0              | 0                   | 0       | 0                 | 0                   | 1       | 0                 | 0                   | 0              | 0                   |
| Daan Paau           | 1          | 0                 | 1                   | 0              | 0                   | 0       | 0                 | 0                   | 1       | 0                 | 1                   | 0              | 0                   |
| Hielke Penterman    | 12         | 5                 | 1                   | 0              | 0                   | 1       | 2                 | 0                   | 13      | 7                 | 1                   | 0              | 0                   |
| Omid Popalzay       | 19         | 4                 | 0                   | 0              | 0                   | 0       | 0                 | 0                   | 19      | 4                 | 0                   | 0              | 0                   |
| Levi Raja Boean     | 19         | 1                 | 0                   | 0              | 0                   | 2       | 0                 | 0                   | 21      | 1                 | 0                   | 0              | 0                   |
| Daniel Ramezani     | 9          | 0                 | 1                   | 0              | 1                   | 0       | 0                 | 0                   | 9       | 0                 | 1                   | 0              | 1                   |
| Eef van Riel        | 17         | 1                 | 3                   | 0              | 0                   | 1       | 0                 | 0                   | 18      | 1                 | 3                   | 0              | 0                   |
| Jop van Steen       | 34         | 4                 | 6                   | 1              | 0                   | 3       | 0                 | 0                   | 37      | 4                 | 6                   | 1              | 0                   |
| Daniël van Straaten | 21         | 0                 | 3                   | 0              | 0                   | 2       | 1                 | 0                   | 23      | 1                 | 3                   | 0              | 0                   |
| Kürşad Sürmeli      | 35         | 2                 | 5                   | 0              | 0                   | 3       | 0                 | 0                   | 38      | 2                 | 5                   | 0              | 0                   |
| Freek Thoone        | 28         | 8                 | 4                   | 0              | 0                   | 2       | 0                 | 0                   | 30      | 8                 | 4                   | 0              | 0                   |
| Leon ter Wielen     | 36         | 0                 | 1                   | 0              | 0                   | 3       | 0                 | 0                   | 39      | 0                 | 1                   | 0              | 0                   |
| Sem Witteveen       | 1          | 0                 | 0                   | 0              | 0                   | 0       | 0                 | 0                   | 1       | 0                 | 0                   | 0              | 0                   |
| Migiel Zeller       | 34         | 0                 | 7                   | 0              | 0                   | 3       | 0                 | 0                   | 37      | 0                 | 7                   | 0              | 0                   |
| Eigen Doel          | X          | 1                 | X                   | X              | X                   | X       | 0                 | X                   | X       | 1                 | X                   | X              | X                   |
| TOTAAL              | 36         | 43                | 58                  | 2              | 2                   | 3       | 5                 | 4                   | 39      | 48                | 62                  | 2              | 2                   |